# Zasada potencjalności

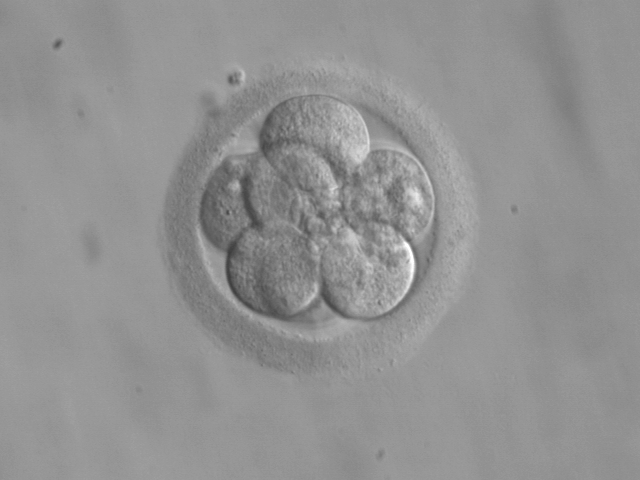
Organizm ludzki składający się z 8 komórek. Istnieją kontrowersje względem tego, czy jest on osobą moralną in actu bądź in potentia – w znaczeniach sugerowanych przez zasadę potencjalności.

Zasada potencjalności – jeden z poglądów w bioetyce uznający, że każdy organizm ludzki, począwszy od zygoty, jest już potencjalnie osobą w znaczeniu normatywnym. W efekcie zwolennicy takiego poglądu argumentują za niedopuszczalnością zabicia takiego organizmu na dowolnym etapie jego rozwoju wewnątrzmacicznego.
Zastosowanie argumentu o potencjalności jako podstawy przyznawania statusu osoby istotom niebędącym osobami jest mocno krytykowane, a jego użyteczność dla stanowienia prawa, w związku z postępem nauk medycznych, jest kontrowersyjna i ograniczona.
Istnieją dwa sposoby określania zasady potencjalności, różniące się między sobą sposobem rozumienia pojęcia potencjalności – potencjalność jako możliwość i potencjalność jako możność.

## Potencjalność jako możliwość

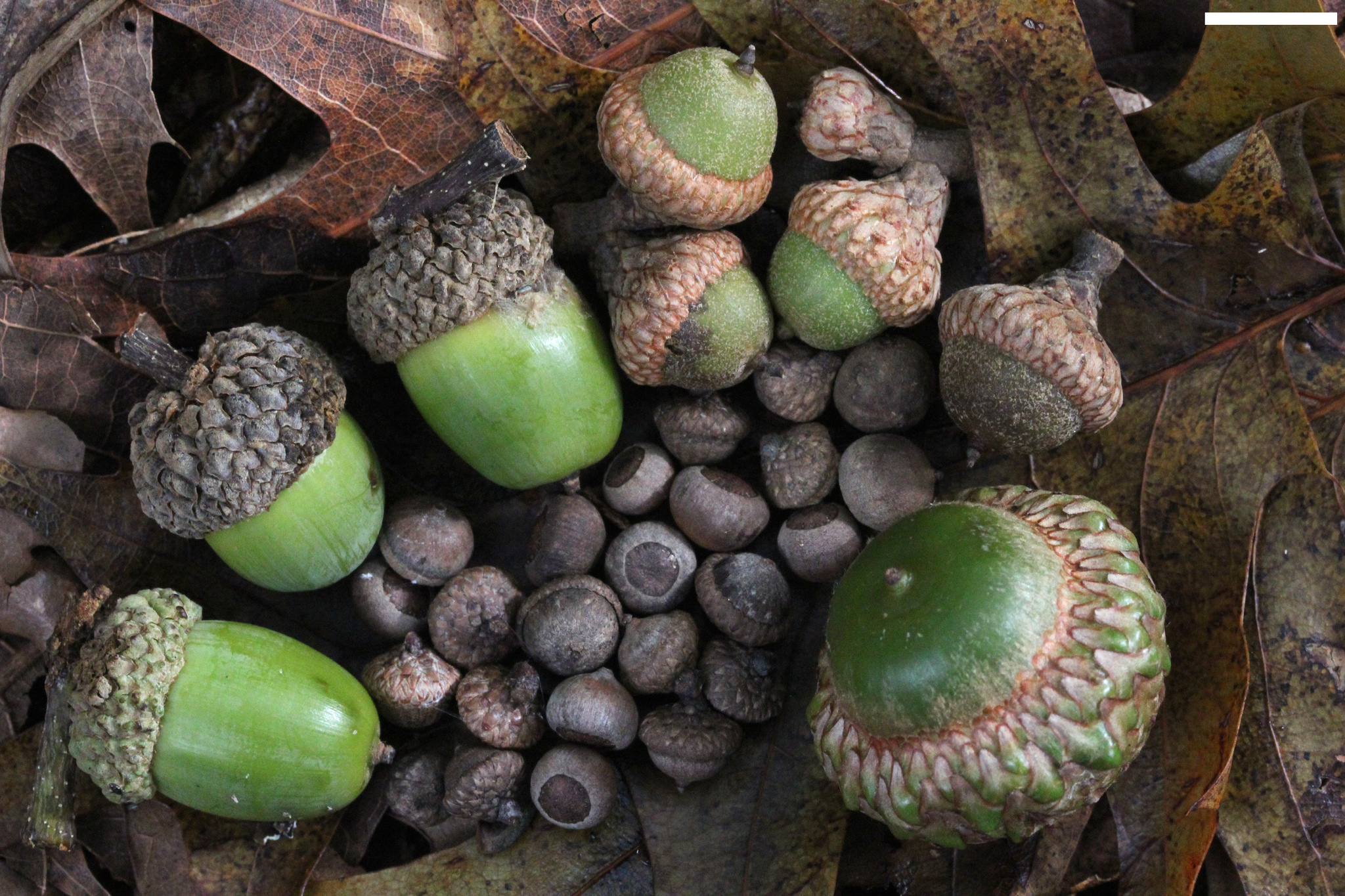
W dyskusji na temat statusu moralnego zarodka ludzkiego podnosi się, że jak żołądź nie jest dębem, tak zarodek ludzki nie jest człowiekiem w sensie wartościującym

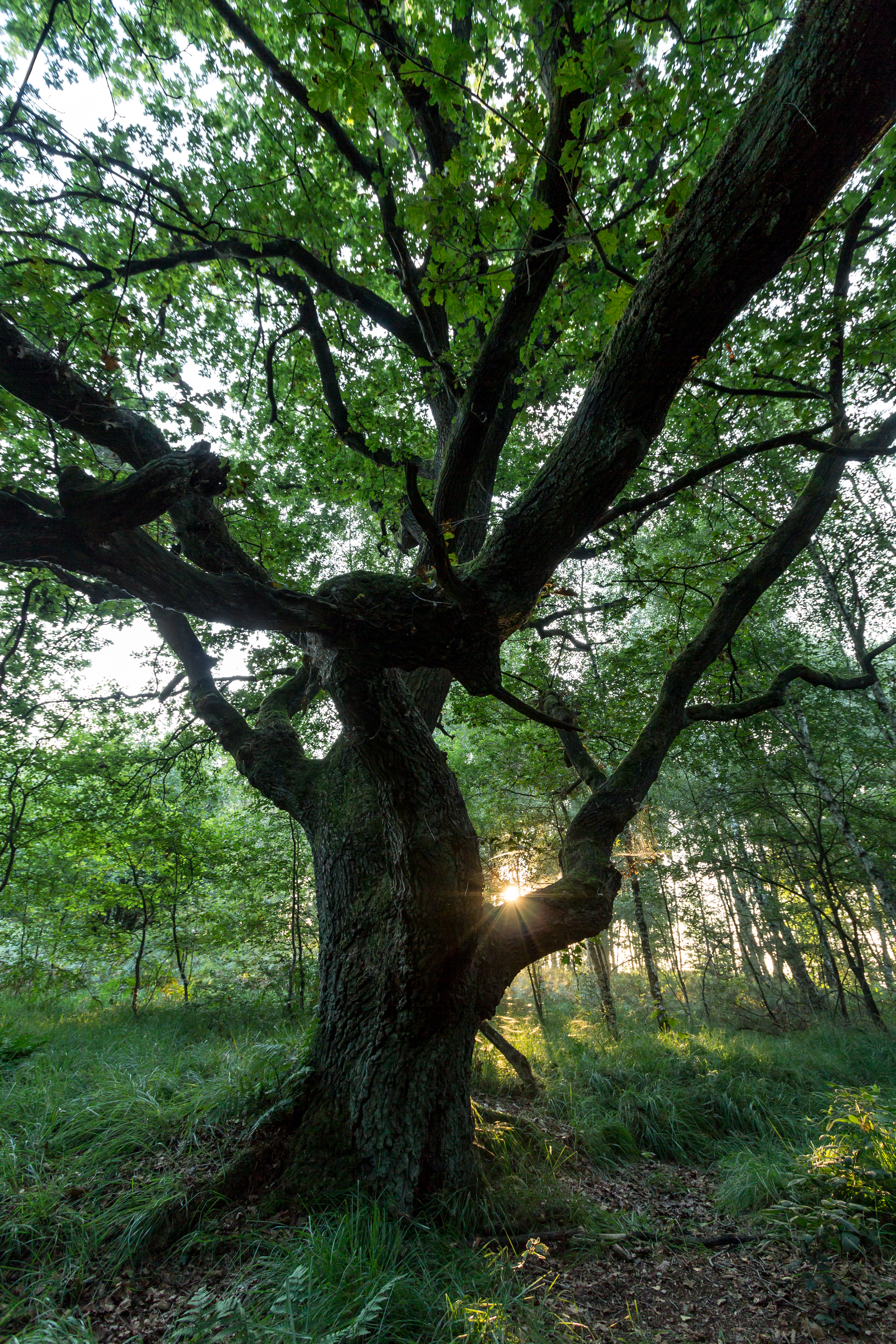
Jednak zgodnie z zasadą potencjalności żołądź jest dębem (na zdjęciu dąb szypułkowy)

W tym rozumieniu, zgodnie z zasadą potencjalności, zygota człowieka (niekiedy podobny status przypisuje się również gametom ludzkim) stanowi osobę potencjalnie, czyli in potentia, ponieważ ma możliwość przemiany w osobę na skutek procesów zachodzących w trakcie rozwoju wewnątrzmacicznego, który jest procesem ciągłym, zarazem prowadząc do powstania takich cech człowieka w sensie wartościującym, jak świadomość, mowa czy myślenie.
Ciągłość embriogenezy zostaje więc tutaj użyta do wsparcia poglądu o osobowym statusie moralnym osobnika ludzkiego, od zygoty poczynając. Podobny argument wspiera kryterium genetyczne, przyznające już zygocie ludzkiej (lecz nie gametom) prawa człowieka z uwagi na posiadany przez nią ludzki materiał genetyczny. Przeciwko temu argumentowi pada kontrargument Judith Jarvis Thomson, zgodnie z którym zygota ludzka tak się ma do człowieka dorosłego (będącego zarazem człowiekiem w sensie wartościującym), jak żołądź do dębu. Zgodnie z zasadą potencjalności nie tylko zygota jest człowiekiem w sensie normatywnym, ale też żołądź jest dębem in potentia, posiada bowiem możliwość rozwinięcia się w dąb.

## Potencjalność jako możność
To rozumienie potencjalności odwołuje się do arystotelesowskiego poglądu o możności samej w sobie. Zygota, cechując się naturą już ukierunkowaną na stawanie się człowiekiem jako osobą, ma więc możność stawania się nim, a jest to możność czynna. Od początku swego istnienia organizm ten znajduje się też w stanie rozwoju, który prowadzi właśnie do tego bytu osobowego. Kolejne etapy tego rozwoju uważa się za "progresywny stan jednego i tego samego bytu", na tej podstawie uznając, że cechy człowieka w sensie wartościującym są już w możności zarodka czy zygoty od chwili zapłodnienia. Podobnie uznaje się, że żołądź, z uwagi na swą możność, jest już dębem.

## Zasada partycypacji
Istnieje również stanowisko pośrednie pomiędzy powyższymi sposobami rozumienia potencjonalności. Etyk, profesor KUL Barbara Chyrowicz powołuje się tutaj na zasadę partycypacji. Zgodnie z tym poglądem zarodkowi ludzkiemu przysługuje celowość ukierunkowana na rozwój w kierunku osoby moralnej, jednakże nie można mu przypisać jednakowej z osobą moralną wartościowości, jako że osobie przynależy dusza. Z drugiej strony nie ma zgody co do czasu animacji (uduchowienia). Zarówno w starożytności, jak i w średniowieczu myśliciele nie łączyli animacji z pojawieniem się nowego życia. Zrównanie momentu uduchowienia z połączeniem gamet nastąpiło w XIX wieku.

## Dyskusja
Barbara Chyrowicz uważa, że rozumienie potencjalności w pierwszy z podanych sposobów – jako możliwości – wiedzie do interpretacji nazbyt szerokiej, która mogłaby prowadzić do argumentacji konsekwencjalistycznej, natomiast wiązanie potencjalności z możnością tej wady nie posiada.
Zasada potencjalności jest często przywoływana w dyskusji nad dopuszczalnością aborcji. Wedle interpretacji rozszerzonej przerwanie ciąży byłoby więc zawsze złem moralnym, gdyż stanowiłoby zniszczenie człowieka (w sensie wartościującym) in potentia. Zbigniew Szarawarski wskazuje jednak, że uznanie tego poglądu nie prowadzi jeszcze do zaakceptowania całkowitego zakazu aborcji, bowiem możliwe jest zaistnienie sytuacji dopuszczającej jej przeprowadzenie – zagrożenie potencjalności innej istoty ludzkiej bądź istoty ludzkiej istniejącej już aktualnie. Wiązałoby się to z dopuszczeniem aborcji ze wskazań medycznych.

Choć nikt nie kwestionuje faktu, że zygota ludzka potencjalnie może stać się osobą, wielu autorów kwestionuje przyznawanie zygocie (i innym wczesnym stadiom rozwoju ontogenetycznego) statusu i praw osoby na gruncie owej potencjalności. Nie ma zasady, która mówi, że potencjalny X ma taką samą wartość jak X, ani tym bardziej że powinien mieć prawa X-a. Jak zauważa P. Singer, rozszerzając analogię żołędzia i dębu zaproponowaną przez Thomson:

Wyrzucenie kiełkującego żołędzia nie jest tym samym co ścięcie wiekowego dębu. Ugotowanie jajka nie jest tym samym, co wrzucenie żywego kurczaka do gotującej wody. Książę Karol jest potencjalnym królem Anglii, ale nie ma teraz praw króla.

Dla utylitarystów argument o potencjalności jest nierelewantny dla przyznawania istocie statusu osoby – a w związku z tym powody dla przyznawania większej ochrony życiu istoty będącej osobą niż życiu istoty nie będącej osobą nie mają zastosowania.
Singer zwraca też uwagę na paradoks, wynikający ze stosowania w praktyce argumentu z potencjalności, a będący konsekwencją postępu nauki (w szczególności wynalezienia technik wspomagających rozród, takich jak ICSI (ang. „intracytoplsmic sperm injection”): otóż obecnie każdy plemnik i każda komórka jajowa ma taką samą szansę i ten sam potencjał, by rozwinąć się w dorosłą osobę ludzką, jak zygota. Dlaczego zasada potencjalności nie bierze ich w takim razie w ochronę? Podobnie można argumentować w odniesieniu do każdej komórki somatycznej naszego ciała – w wyniku odkryć technik klonowania i odróżnicowywania komórek, każda z nich również, potencjalnie, może dać początek nowemu osobnikowi ludzkiemu. Jak zauważa Prof. Stępień :

Każda komórka człowieka może zostać teoretycznie przekształcona w embrion, ponieważ zawiera pełną informację genetyczną. Tego typu koncepcje filozoficzne spowodowałyby, że musielibyśmy uznać każdą naszą komórkę za embrion godny ochrony.